# Koljutschin
Koljutschin (russisch Колючин) ist eine russische Insel in der Tschuktschensee. Politisch gehört sie zum Iultinski rajon des Autonomen Kreises der Tschuktschen.

## Geographie
Koljutschin liegt etwa 11 Kilometer vor der Nordostküste der Tschuktschenhalbinsel und etwa 50 km nördlich des Eingangs zur Bucht Koljutschinskaja Guba. Die nächste Siedlung ist das 14,2 km entfernte Dorf Nutepelmen. Die Insel hat die Form einer etwa 4,3 Kilometer langen Sichel und ist bis zu 1,5 Kilometer breit. Ihre maximale Höhe beträgt 188 Meter. Die Küste weist im Osten und Nordosten steile Felsenkliffs von 40 bis 100 m Höhe auf. Die dem Festland zugewandte Westseite wird von einer 10 bis 15 m hohen Abbruchkante gebildet. Das hügelige Plateau der Insel ist leicht nach Süden geneigt.

## Klima
Auf Koljutschin herrscht ein subarktisches Meeresklima. Stürme und Nebel sind häufig. Die mittlere Jahrestemperatur beträgt −9,5 °C. Der kälteste Monat ist mit einer Mitteltemperatur von −23,2 °C der Januar, der wärmste der Juli mit durchschnittlich 5,8 °C. Die Insel ist jährlich mindestens neun Monate lang von Festeis umgeben, das erst im späten Juni in Bewegung gerät.

## Tierwelt
Die Felsenkliffs Koljutschins bieten Seevögeln gute Nistbedingungen, wobei die Erfolgsrate in Abhängigkeit von den Eisverhältnissen von Jahr zu Jahr stark schwankt. Die häufigsten koloniebildenden Vögel sind die Dreizehenmöwe, die Dickschnabellumme und die Trottellumme. Die beiden Lummenarten sind zusammen mit etwa 15.000, die Dreizehenmöwe mit 7000 bis 10.000 Tieren vertreten. Dazu kommen 500 bis 1000 Hornlunde, bis zu 300 Gryllteisten, 250 bis 800 Meerscharben, um die 100 Gelbschopflunde, 40 bis 200 Eismöwen und einige Silbermöwen. Einige Vögel aus der Tundra des Festlands brüten auch auf Koljutschin. Auf dem Plateau findet man den Rotkehlpieper, den Bairdstrandläufer und die Schneeammer. Auf dem Kliff nisten die Bachstelze, die Schafstelze und der Steinschmätzer, in manchen Jahren auch der Wanderfalke und der Kolkrabe. Koljutschin ist Teil des von BirdLife International als „Important Bird Area RU3087“ ausgewiesenen Gebiets.
Im Sommer sind Walrosse am Fuß des Kliffs auf der Nordostseite der Insel anzutreffen. In manchen Jahren besuchen auch Eisbären Koljutschin. Im August und September 2003 lebten ungefähr 20 Exemplare auf der Insel. Im September 2021 gelang es dem Fotografen Dmitry Kokh, Aufnahmen von einer Gruppe Eisbären zu machen, die sich in der verlassenen Polarstation häuslich eingerichtet hatten.

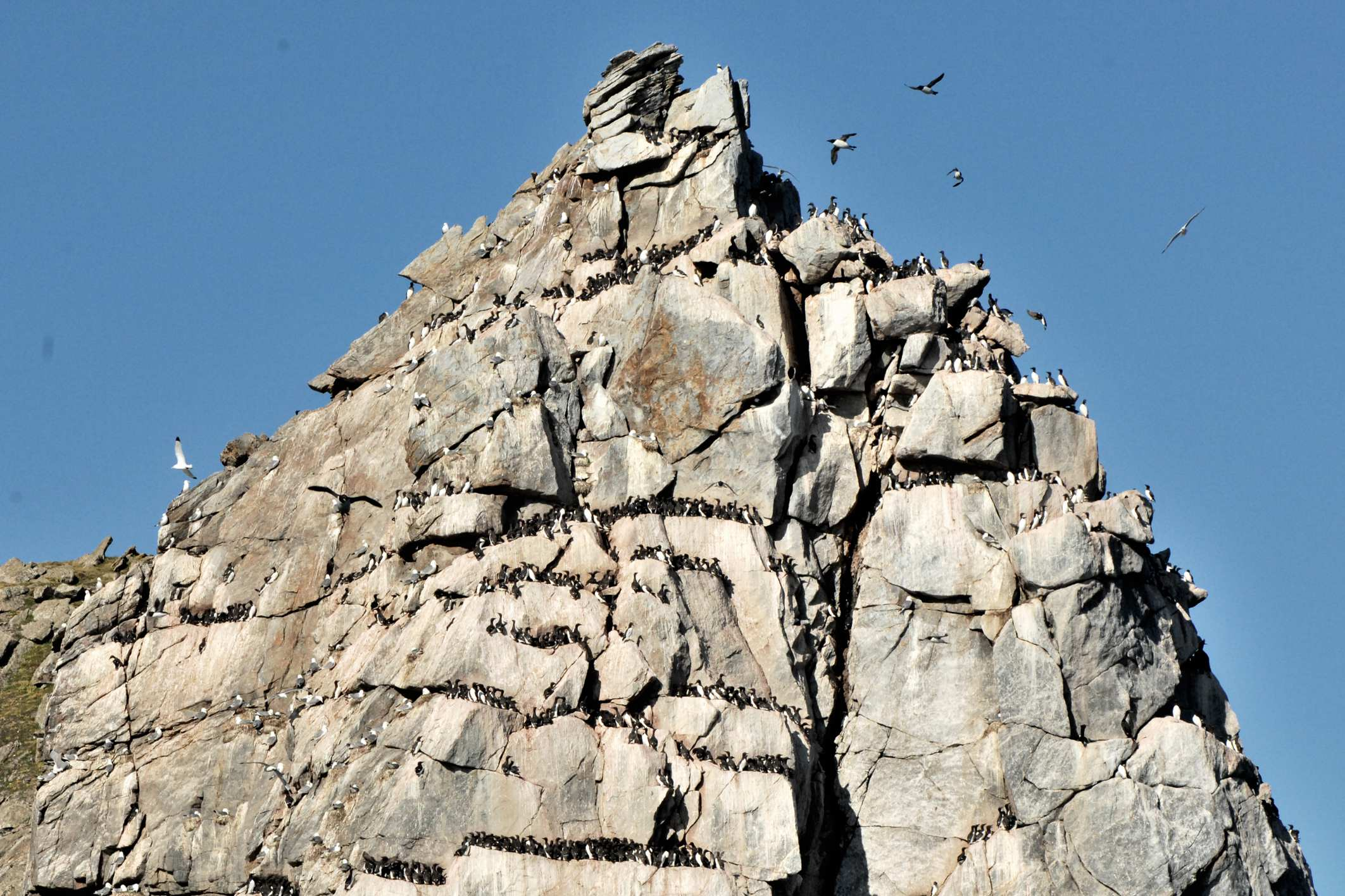
Vogelfelsen
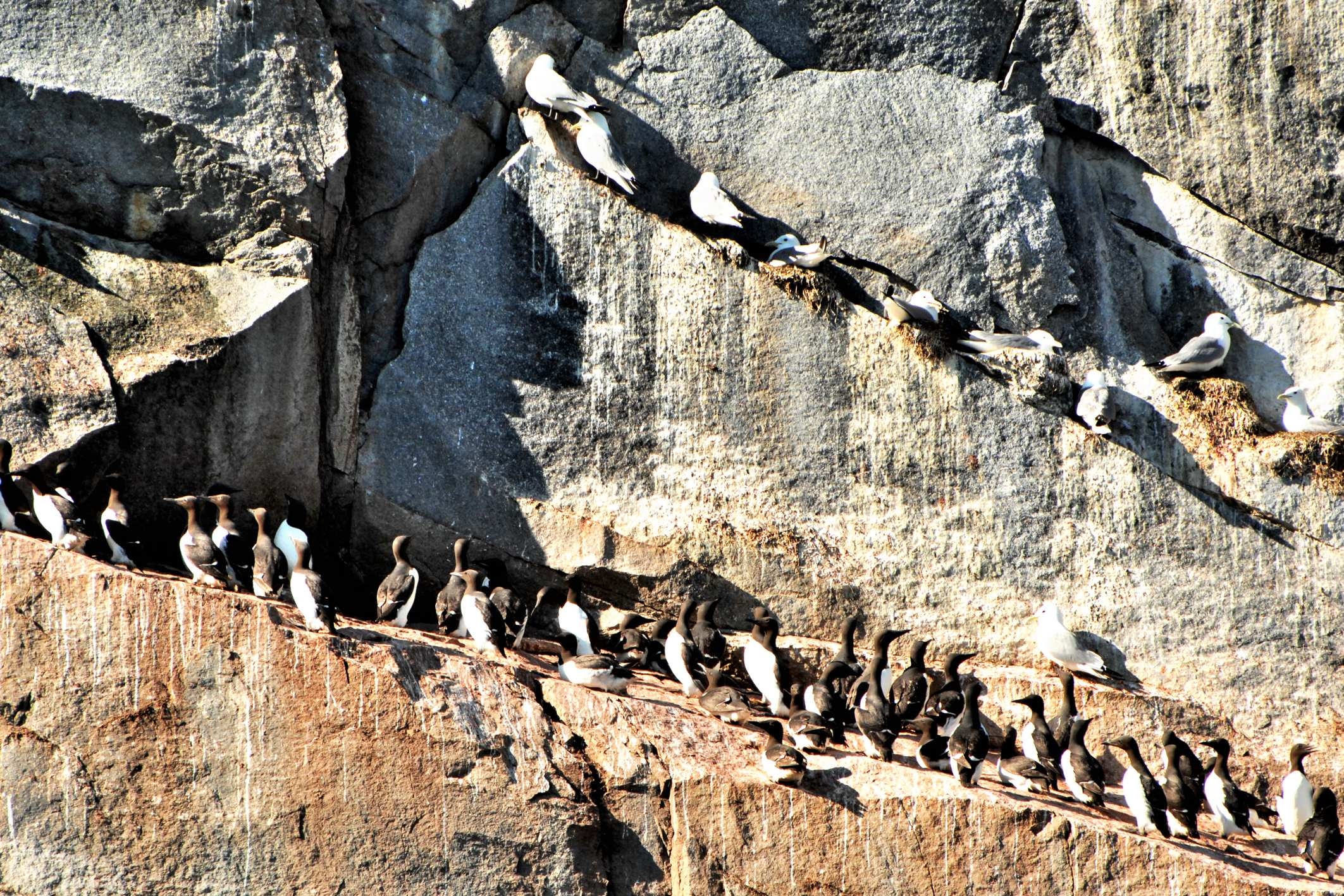
Dickschnabellummen und Dreizehenmöwen
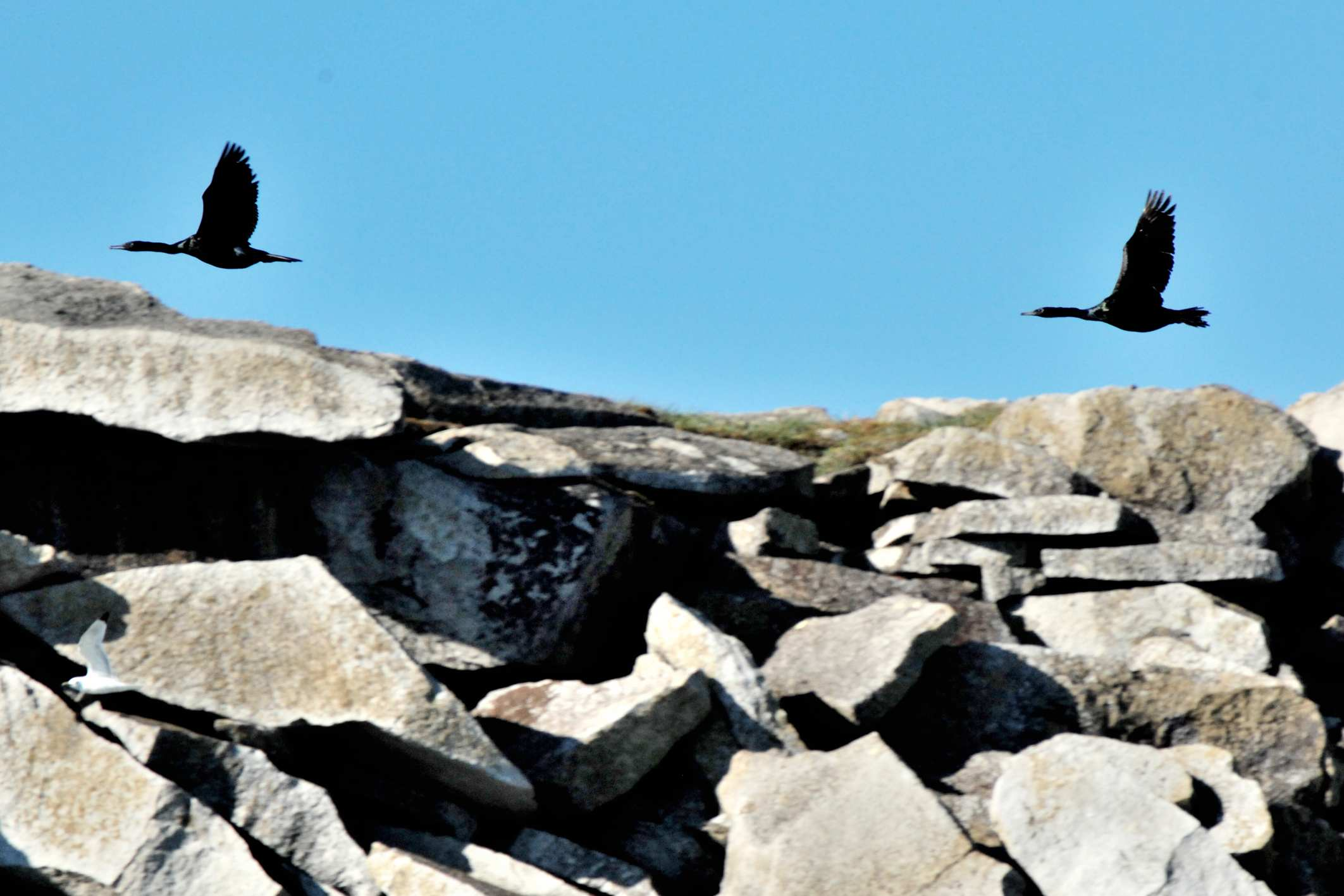
Meerscharben
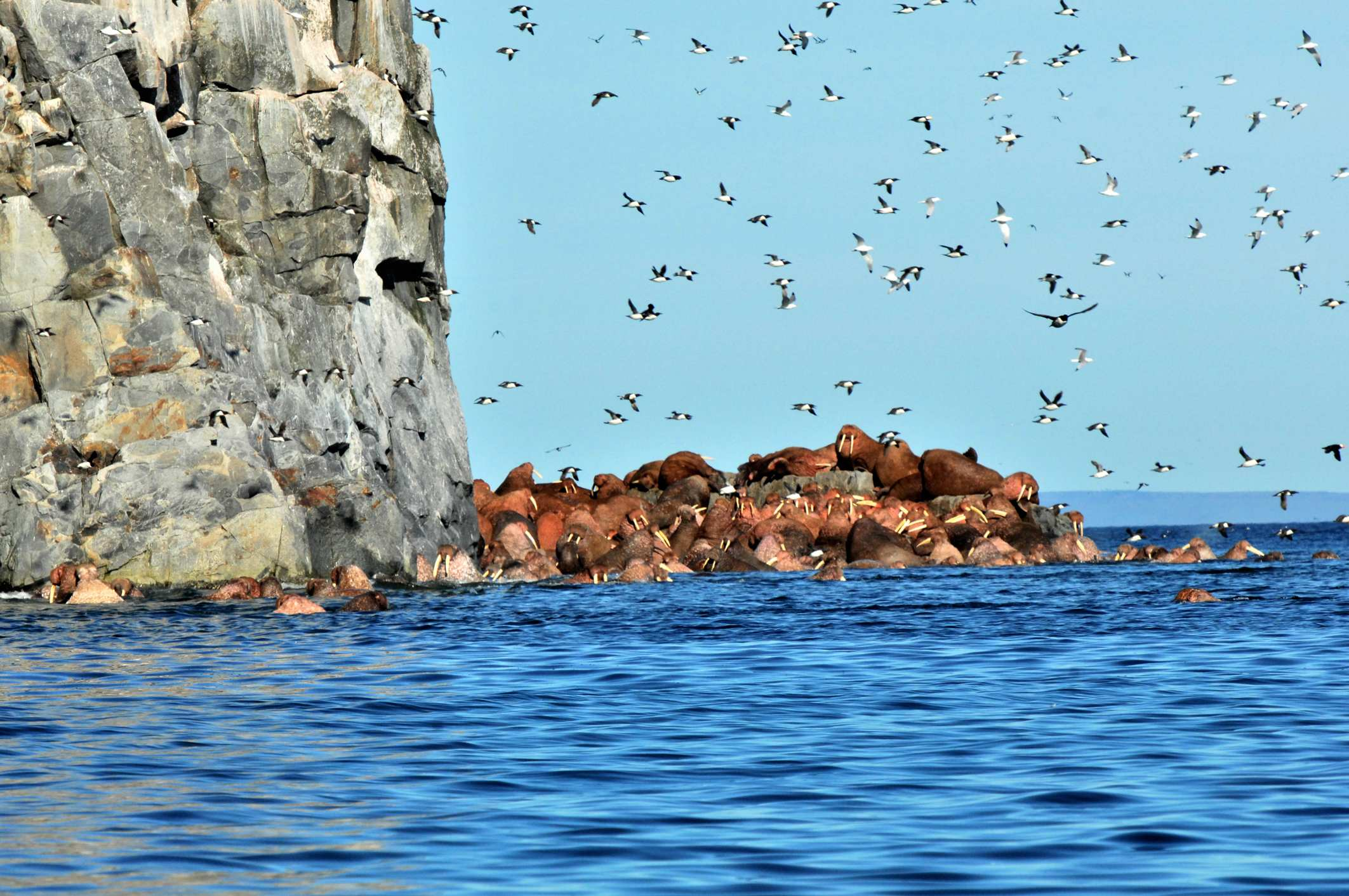
Walrosse am Fuß des Kliffs

## Geschichte
An der Nordspitze Koljutschins wurden mehr als 1200 Jahre alte Siedlungsreste und eine Begräbnisstätte der Alten Beringmeer-Kultur gefunden.
1778 sichtete James Cook die Insel auf seiner dritten Reise. Er gab ihr den Namen Burney’s Island nach Leutnant James Burney (1750–1821), einem Offizier auf der HMS Discovery. Ferdinand von Wrangel erreichte die Insel 1824 und fand sie von Tschuktschen bewohnt vor. Da seine Vorräte erschöpft waren, musste er die Kartierung der ostsibirischen Küste an diesem Punkt beenden. Auch Adolf Erik Nordenskiöld hatte Kontakt zu den Bewohnern Koljutschins, als er 1878/79 als Erster die Nordostpassage durchfuhr und an der Mündung der Koljutschinskaja Guba überwinterte. 30 Jahre später lockte der Vogelreichtum der Insel den norwegischen Jäger Johan Koren nach Koljutschin. Er fuhr von  Nome über die Beringstraße, um Vogelbälge und Eier für US-amerikanische Museen zu sammeln. Auch zu dieser Zeit war die Insel bewohnt. 1914 fanden der kanadische Kapitän Robert Bartlett (1875–1946) und der Eskimojäger Kataktovik auf Koljutschin einen Führer, der sie an das Ostkap Asiens brachte. Dadurch konnten die auf der Wrangelinsel gestrandeten Überlebenden des Schiffsbruchs der Karluk gerettet werden.
Am 13. Februar 1934 sank das sowjetische Eismeerschiff Cheliuskin nach einer unkontrollierten Drift 120 km nordöstlich der Insel Koljutschin. Mannschaft und Passagiere retteten sich auf das Eis. Zwei Monate später wurden die 104 Schiffbrüchigen mit Flugzeugen in Sicherheit gebracht. Von 1943 bis 1992 gab es an der Südspitze Koljutschins eine Polarstation.